# Nummulits
Els nummulits o Nummulites són un gènere de macroforaminífers de la família dels Nummulítids amb estructures internes complexes que en faciliten la identificació.
Els macroforaminífers són protozous rizòpodes amb esquelet macroscòpic (el diàmetre del seu esquelet varia entre 1 i 10 cm). Viuen en el fons marí (són bentònics). Estan formats per una sola cèl·lula, tot i que el citoplasma pot sortir fora de l'esquelet formant els pseudòpodes. Es reconèixen fins a 40 famílies de macroforaminífers, tant fòssils com actuals. A part de les estructures internes, un altre caràcter clau per la seva identificació és l'estructura de la paret del seu esquelet. Hi ha 4 tipus de paret: aporcellanada, hialina o lamel·lar perforada, aglutinada i microgranular. Cada tipus de paret presenta diferent estructura i composició (veure Figura 1).
|                    | Aporcellanada                               | Hialina                                                                                     | Aglutinada                                                   | Microgranular                         |
| Estructura         | Cristalls sense orientació òptica preferent | Cristalls orientats (la làmina més externa creix recobrint les cambres ja formades) i porus | Grans aglutinats                                             | Cristalls de calcita equidimensionals |
| Composició         | Calcita                                     | Closques lamel·lars de calcita i porus per on circula el citoplasma                         | Material exogen inclòs en un ciment segregat per l'organisme | Calcita                               |
| Exemple de família | Alveolínids                                 | Nummulítids                                                                                 | Orbitolínids                                                 | Fusulínids                            |

Figura 1. Tipus de parets dels macroforaminífers. Informació extreta de Caus, E. i Serra-Kiel, J. 1992.

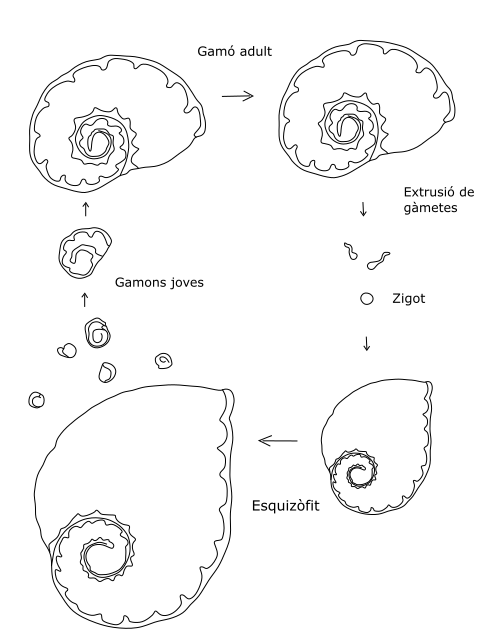
Figura 2. Esquema del cicle reproductor dels macroforaminífers. Modificat de Caus, E. i Serra-Kiel, J. 1992.

Els macroforaminífers presenten relació de simbiosi amb algues. La reproducció dels foraminífers es basa en una alternança de generacions (fase sexual/asexual) (veure Figura 2). Aquesta alternança és la causant d'un dimorfisme amb relació a la mida de l'esquelet i de la cambra embrionària.

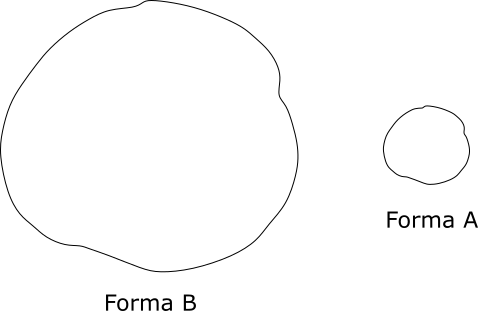
Figura 3. Comparació de mides de les formes A i B. Modificat de Caus, E. i Serra-Kiel, J. 1992.

La forma A, també anomenada gamont o megalosfèrica, és petita (aproximadament 1 cm de diàmetre). La forma B, també anomenada esquizont o microsfèrica, és molt gran (fins 10 cm) (veure Figura 3).
Tots els gèneres pertanyents a aquesta família s'identifiquen per tenir paret de tipus hialina i generalment enrotllament planispiral.
Alguns dels gèneres més destacats de la família de Nummulítids són: Heterosteginia, Operculina i Nummulites.

## Nummulites(Nummulits)
Els Nummulites van aparèixer durant el Paleogen inferior i encara viuen algunes espècies de mida petita.
La morfologia externa del seu esquelet té forma de llentia o lent biconvexa (planar o subglobular) (veure Figura 4) i mesura de pocs cm fins a 10 cm de diàmetre. Tenen enrotllament de tipus planispiral, generalment involut (les cambres més modernes recobreixen les anteriors).

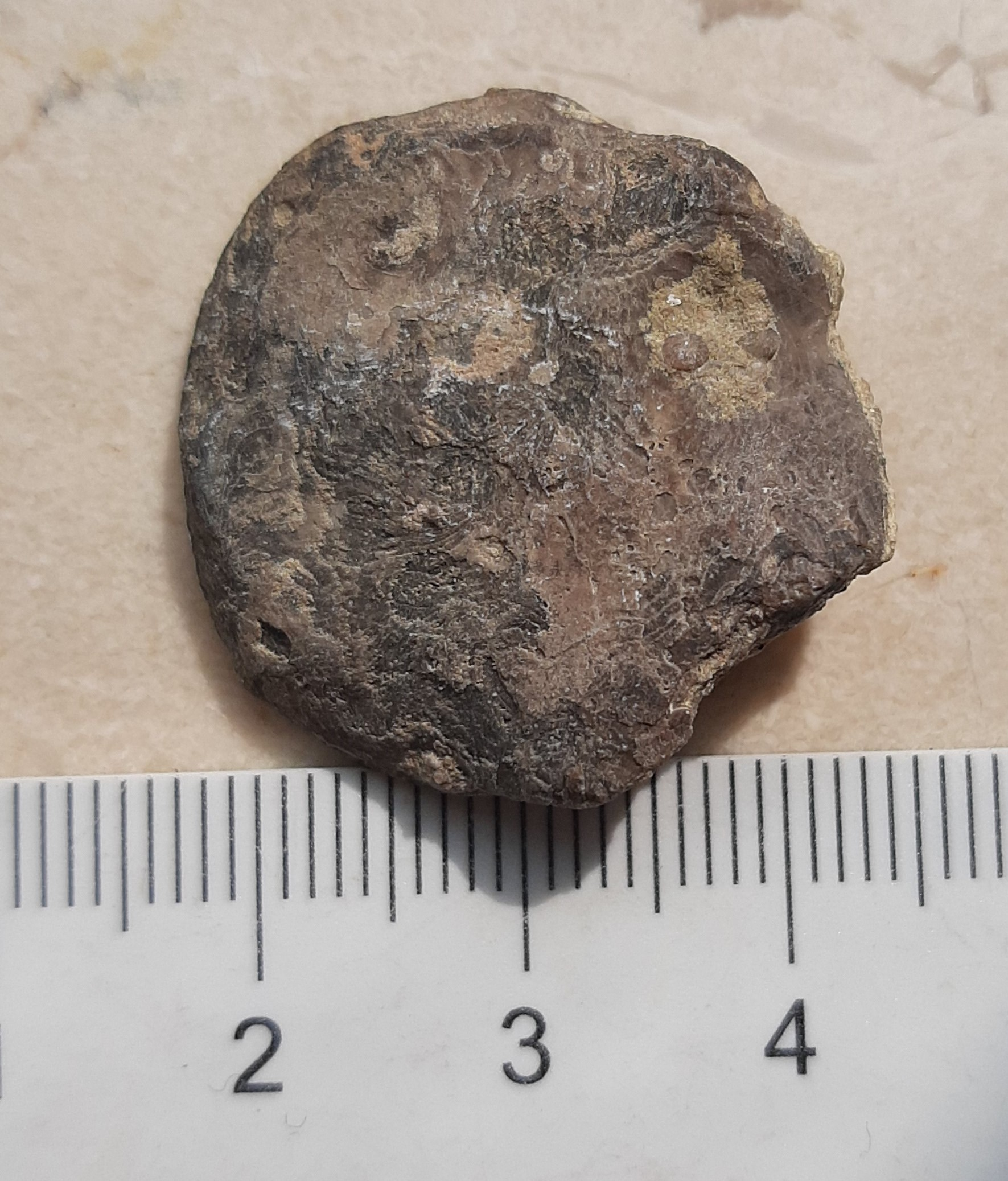
Figura 4. Vista exterior d'un Nummulit. L'exemplar fotografiat mesura 2 cm de diàmetre (forma B).

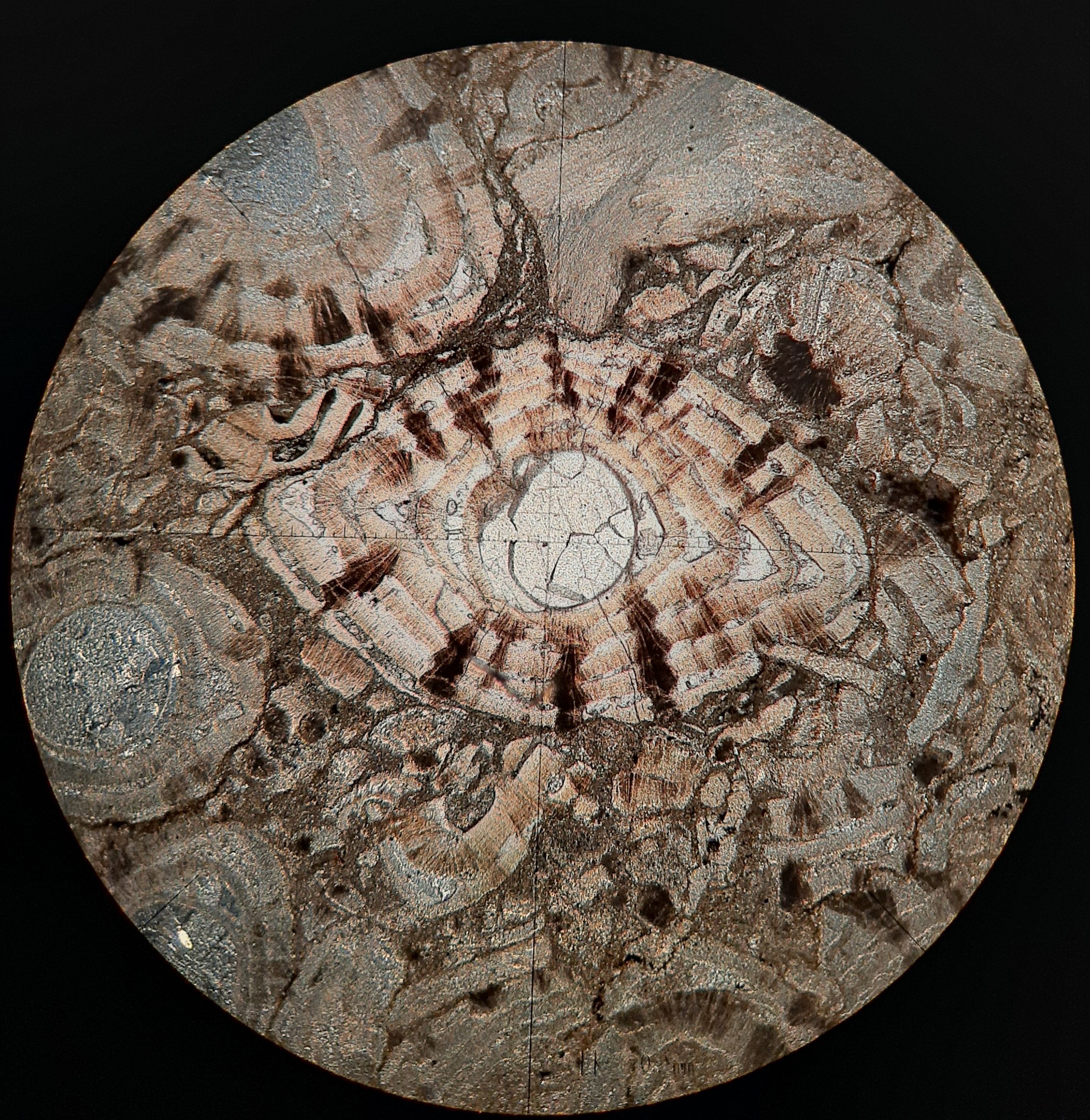
Figura 5. Secció equatorial de nummulit al microscopi en làmina prima i llum transmesa. Exemplar que mesura 3 mm de llarg i 1,5 mm d'ample.

La paret de l'esquelet és de tipus hialina i perforada i deixa traspassar la llum a través seu. Amb làmina prima i llum transmesa, l'esquelet es veu transparent o translúcid. La closca de calcita pot conservar la seva microestructura i les porositats normalment s'omplen de ciment de calcita (veure Figura 5).
Per classificar les diferents espècies de nummulits s'utilitzen tant els caràcters externs com interns.
- Caràcters externs: Un dels caràcters més destacats és l'ornamentació. Consisteix en les traces dels septes que queden dibuixades sobre la superfície de l'esquelet (veure Figura 6), que són característiques de cada espècie. A més, certes espècies presenten grànuls a la superfície, que corresponen a les zones no perforades de la paret, s'anomenen pilars.[1] Les cambres sempre es troben espiralades. Gairebé totes les espècies presenten perllongacions perpendiculars dels filaments.[1]Figura 6. Caràcters externs (esquerra) i interns (dreta) dels Nummulits. Modificat de Caus, E. i Serra-Kiel, J. 1992.[1]

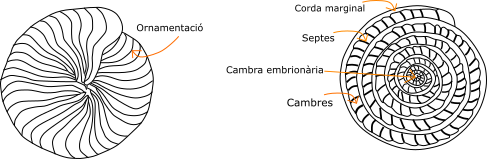
Figura 6. Caràcters externs (esquerra) i interns (dreta) dels Nummulits. Modificat de Caus, E. i Serra-Kiel, J. 1992.

- Caràcters interns: L'esquelet intern es troba subdividit en cambres internes dividides per septes (veure Figura 6). Les cambres són cavitats, i poden tenir formes diferents; de més allargades a més altes.[1] El nombre de cambres que hi ha per volta de l'espiral és també útil per la classificació. La forma A o megalosfèrica té la cambra embrionària (o prolòculus) gran. La forma B o microsfèrica té la cambra embrionària molt petita (veure Figura 8).

## Distribució
La família dels Nummulítids va aparèixer al Paleogen inferior, i encara hi ha gèneres actuals. Van ser especialment abundants durant l'Eocè, on formaven part del bentos de les plataformes carbonatades o mixtes de mitjana profunditat. Els Nummulítids necessiten estar relativament prop de la superfície (zona fòtica), degut a que mantenen simbiosi amb algues i, per tant, necessiten de la llum solar. Les diferents espècies de Nummulítids vivien a diferents profunditats, en funció del tipus de paret (veure Figura 7). El tipus de paret del gènere Nummulites que és hialina, deixa passar molt bé la llum solar. Això suggereix que podien sobreviure a una certa profunditat.

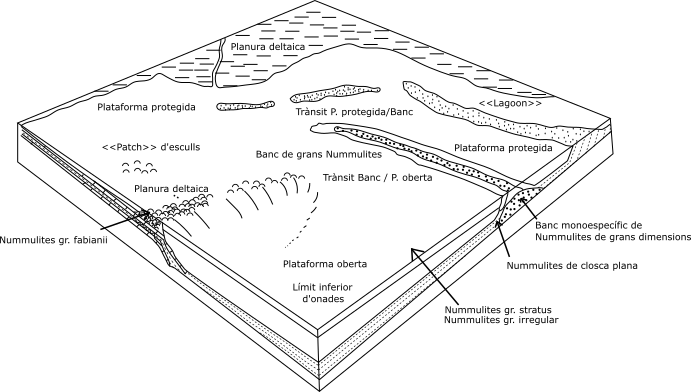
Figura 7. Paleoecologia dels Nummulites eocens. Modificat de: Caus, Esmaragda i Serra-Kiel, Josep (gener 1992).

## Biostratigrafia
La bioestratigrafia dels Nummulites es basa en llinatges evolutius, que s'anomenen grups. Aquests es defineixen a partir de la variació gradual en el temps de diferents caràcters com poden ser: el tipus de creixement, la forma de les cambres, la corda marginal, l'ornamentació i la forma dels septes.
L'aparició del gènere Nummulites caracteritza la base de l'Eocè. Posteriorment és produí una gran diversitat d'espècies de Nummulites durant els diferents estatges d'aquesta època. Aques fet permet utilitzar-los en biocronostratigrafia.
A l'Ipresià, estatge basal de l'Eocè, es troben Nummulites de petites dimensions dels quals són típiques les morfologies operculiniformes.
En canvi durant el Cuisià, en el domini Bètico-Atlàntic, els Nummulites presenten espècies de dimensions grans (N. distans). Aquesta espècie és caracteritzada per tenir forma lenticular aplanada, no presentar granulació o presentar-la just a la perifèria de l'esquelet. Aquesta espècie presenta els septes arquejats, inclinats i molt estrets. A més, les seves cambres són molt més altes que llargues.
Al Lutecià, en el domini mediterrani, es troben espècies del grup N. perforatus, N. millecaput i N. Tavertetensis d'entre altres. Aquest grup es caracteritza per presentar grànuls que es concentren al centre de les formes primitives i es desenvolupen radialment a la perifèria. Els seus filaments són meandriformes. Les seves cambres són més llargues que altes i tenen ben diferenciades les tres zones de desenvolupament de l'espira. En canvi en el domini Bètico-Atlàntic es troben formes primitives del grup N.puschi.
Durant el Bartonià, estatge de l'Eocè mitjà, també és comú trobar espècies de Nummulites de grans dimensions. Són abundants les espècies N.stratus en fàcies de plataforma, i N.perforatus en plataforma mitjana. Els Nummulites del Bartonià normalment tenen una morfologia lenticular i de dimensions variables. Els filaments d'aquests grups són radials o corbats en forma de S. L'esquelet extern no presenta granulació. Els septes són quasi drets o poc inclinats.
Durant el Priabonià, l'ùltim estatge de l'Eocè, el grup N.fabianni és molt comú en les fàcies d'esculls. Aquesta espècie és caracteritzada per presentar una mida petita i una morfologia globosa i lenticular. El seu esquelet extern presenta un reticulat extern format pels pilars disposats en espiral i els filaments radials. N.fabianni presenta una espira de creixement regular i gruixuda, els septes drets o lleugerament inclinats.

## Nummulites tavertensis

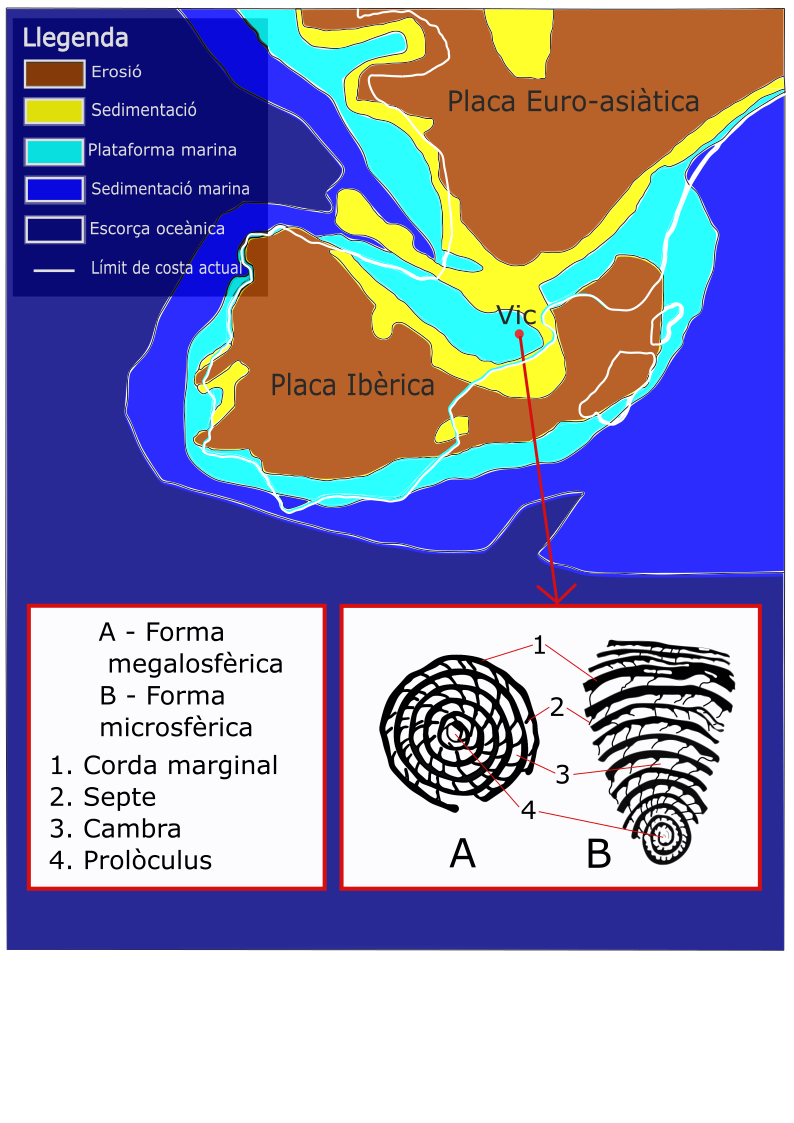
Figura 8. Mapa paleogeogràfic del Lutecià (41 Ma) amb representació de les formes megalosfèriques i microsfèriques de N. tavertensis. Modificat de Vila, J. et al i Serra-Kiel, J, 1984.

L'espècie Nummulites tavertensis és endèmica a la zona de Vic, Catalunya (veure Figura 8). A l'actualitat aquesta es pot trobar fossilitzada en les roques calcàries de la Formació de Vallfogona i les Calcàries de Tavertet, d'on prové els seu nom.
Es tracta d'una espècie d'edat eocena, present durant el Lutecià inferior-Lutecià mitjà (48,6 Ma). Va viure adscrita a la plataforma marina que ocupava l'actual plana de Vic. Aquest ecosistema de la plataforma soma era de gran biodiversitat i es va mantenir fins a finals de l'Eocè quan el mar inicià el seu tancament progressiu i es produïren canvis en les característiques sedimentàries. Ben aviat el mar inicià un procés d'evaporació que deixà dipòsits de sals i minerals evaporítics al seu centre i l'actual plana quedà coberta per materials vermells d'origen continental. Al seu torn aquest tancament del mar produí un aïllament geogràfic de les espècies que mantenia al seu interior així com l'inici d'una extinció massiva. Aquest fet és clau per comprendre el caràcter endèmic de N. tavertensis i la seva gran importància paleoecològica.
Aquesta espècie fòssil apareix per primer cop al registre l'any 1967 descrita per S. Reguant i E. Clavell en la seva obra Descripción de algunos Nummulites afines al N. perforatus del Eoceno de Vic (Barcelona).
Podem distingir les diferents formes de N. tavertensis segons els seus caràcters externs i interns. Pel que fa als caràcters externs de les formes megalosfèriques presenten una closca lenticular globosa amb les vores romes i semiromes. A més a més tenen una densa granulació amb pilars de forma circular i ovalada situats sobre els filaments. En aquest cas els filaments són molt prims, radials així com sinuosos. D'altra banda pel que fa als caràcters interns presenten un prolòculus de dimensions d'aproximadament 0,551 mm i forma pseudo-esfèrica. També té les cambres del començament més amples que no pas altes amb els septes inclinats. Pel que fa als caràcters externs de les formes microsfèriques, N. tavertensis pot tenir formes planes, semiovalades i esfèriques i les vores romes, semiromes i tallants amb un incidència decreixent respectivament. D'altra manera també presenten una granulació densa i pilars circulars o ovalats distribuïts homogèniament. Aquests pilars solen tenir un diàmetre màxim de 0,44mm. Pel que fa als caràcters interns es pot dir que aquestes formes tenen una espira atapeïda i gruixuda amb un creixement que presenta irregularitats així com també presenta les tres zones típiques del grup N. perforatus. La zona a es caracteritza per tenir les cambres isomètriques i els septes poc inclinats, les formes que tenen de 6 a 9 voltes. La zona b presenta cambres més amples que altes, amb septes inclinats i flexuosos. Poden presentar làmines secundàries a l'acabament i esta constituida de 6 a 13 voltes. La zona c té una gran diversitat en el tipus d'acabament d'espira.
N. tavertensis és una espècie inclosa dins el grup de Nummulites perforatus, dins d'aquest grup es pot diferenciar de l'espècie N. crusafonti, que n'és semblant, perquè presenta les formes microsfèriques més ovalades i amb les vores romes. D'altra banda, el radi de l'espira és més petit i el seu acabament és de tipus gruixut, generalment l'aspecte de l'espira és més atapeït. A més a més, en edat adulta s'ha pogut evidenciar que les formes megalosfèriques no tenen tantes voltes com N. crusafonti i l'espira també és més atapeïda amb els septes inclinats.

## Curiositats
A l'Edat Antiga hi ha constància que a Egipte s'utilitzava les closques d'aquests foraminífers com a moneda. Precisament el seu nom a l'actualitat bé donat de la forma llatina nummulus que significa “moneda petita” i fa referència a la seva forma.
Els nummulits són comuns en roques marines, especialment al voltant de la Mediterrània, com ara les pedres calcàries oecèniques d'Egipte o les calcàries de la plana de Vic.
Les calcàries nummulítiques s'usen com a roca de construcció. Un exemple el podem veure a les escales de la catedral de Girona, on els esglaons estàn fets amb pedres que contenen nombrosos exemplars de nummulits i a les columnes del primer pis del Palau de le Generalitat. D'altra banda també s'ha pogut comprovar que la construcció de les piràmides es va realitzar amb roques calcàries constituides de Nummulits.
Altrament el 1913, Randolph Kirkpatrick va publicar el llibre The Nummulosphere: an account of the Organic Origin of so-called Igneous Rocks and Abyssal Red Clays (La Nummulosfera: informe sobre l'origen orgànic de les anomenades roques ígnies i argiles vermelles abissals), en què proposava la teoria que totes les roques havien estat constituïdes per l'acumulació de foraminífers com Nummulites.
Les roques calcàries riques en nummulits s'anomenen nummulitenkalk.

## Ús
A causa que els nummulites són fossils molt abundants, fàcils de reconèixer i que van viure en unes biozones determinades s'utilitzen com a fòssil guia. Cal destacar com gràcies a l'aparició de Nummulites tavertetensis a la Shallow Bentic Zone 15 (SBZ 15) es va poder datar les restes fossils de Sireni més antigues de Europa Occidental trobades en un nou jaciment paleontològic, a Santa Brígida, Amer (La Selva) prop una antiga pedrera de pedra calcària amb nummulites.